# Henri Ier de Hesse
Pour les articles homonymes, voir Henri Ier.
Henri Ier, dit « l'Enfant de Brabant»  (en allemand : das Kind von Brabant), né le 24 juin 1244 à Marbourg et mort le 21 décembre 1308 dans cette même ville, fut le premier landgrave de Hesse de 1275 à sa mort. Fils cadet du duc Henri II de Brabant issu de son second mariage avec Sophie de Thuringe, il est l'ancêtre de la maison de Hesse.

## Biographie
Henri est le fils d'Henri II (1207-1248), duc de Brabant et de Lothier depuis 1235, et de sa seconde épouse Sophie (1224-1275), fille du landgrave Louis IV de Thuringe.
Le 16 février 1247, Henri le Raspon, landgrave de Thuringe, frère et successeur de Louis IV, meurt sans héritiers au château de la Wartbourg. Un conflit, la guerre de Succession de Thuringe, se déclare pour la succession du landgraviat de Thuringe et les comtés adjacents de Hesse entre Sophie, fille de Louis et nièce d'Henri, et Henri l'Illustre, margrave de Misnie, également neveu d'Henri par sa mère. L'archevêché de Mayence réclame également le retour des possessions en Hesse, s'agissant de ses anciens fiefs.
Sophie a lutté pour regagner le patrimoine de son fils ; en 1247 déjà, elle l'a proclamé landgrave dans les champs de Maden près de Gudensberg. En fin de compte, elle parvient à conserver la Hesse grâce à l'appui de la noblesse, et l'héritage d'Henri le Raspon est partagé en 1264 : Henri l'Illustre obtient la Thuringe, tandis que le fils de Sophie, Henri l'Enfant, reçoit la Hesse. L'année suivante, l'archevêque de Mayence, Werner d'Eppstein (de), reconnaît Henri comme vassal et landgrave de Hesse. Le landgraviat comprend alors Wolfhagen, Zierenberg, Eschwege, Asfeld, Grünberg, Frankenberg et Biedenkopf. La même année, il s'agrandit d'une partie du Comté de Gleiberg (de) avec la ville de Gießen, ancienne propriété des comtes palatins de Tübingen.
Henri installe le gouvernement du landgraviat de Hesse et sa résidence à Marbourg, ville où est inhumée sa grand-mère, sainte Élisabeth, puis, en 1277, à Cassel. Il entreprend la transformation du château de Marbourg en site de résidence.
Henri entre en conflit avec son suzerain, l'archevêque de Mayence, au sujet du territoire de Naumburg. Le roi Rodolphe Ier de Habsbourg rejette la demande du landgrave de Hesse et confie le territoire à l'archevêque, malgré l'aide apportée par le landgrave lors de la guerre contre Ottokar II et son soutien lors de la conquête de Vienne. En 1276, Rodolphe rétablit les droits d'Henri sur Naumburg. En 1290, il bat l'archevêque de Liège à Fritzlar et peut entrer en possession du territoire de Naumburg.
Henri n'abandonne pas le patrimoine de Brabant et portait également le titre de duc de Brabant et de Lothier. Néanmoins, il soutient son neveu, le duc Jean Ier, dans sa lutte contre le Gueldre et le Luxembourg dans la guerre de Succession du Limbourg.
Le 12 mai 1292, Henri Ier de Hesse a reçu la ville d'Eschwege en tant que fief impérial et est fait prince du Saint-Empire par le roi Adolphe de Nassau, qui le libère ainsi de la suzeraineté de Mayence. Par une habile diplomatie, il acquiert les villes de Sooden-Allendorf, Kaufungen, Witzenhausen, Immenhausen, Grebenstein, Wanfried, Staufenberg, Trendelburg et Reinhardswald.
En 1292, une guerre civile éclate concernant la succession d'Henri : sa deuxième femme, Mathilde de Clèves, exige une part pour ses fils, mais les fils du premier lit Othon et Henri le Jeune refusent. Ce conflit dure jusqu'à la mort du landgrave lors d'un voyage à Marbourg. Ses possessions sont alors partagées entre Othon, qui reçoit Cassel et la Haute-Hesse, et son demi-frère Jean, qui reçoit Marbourg et la Basse-Hesse.
Henri Ier de Hesse est inhumé à l'église Sainte-Élisabeth de Marbourg.

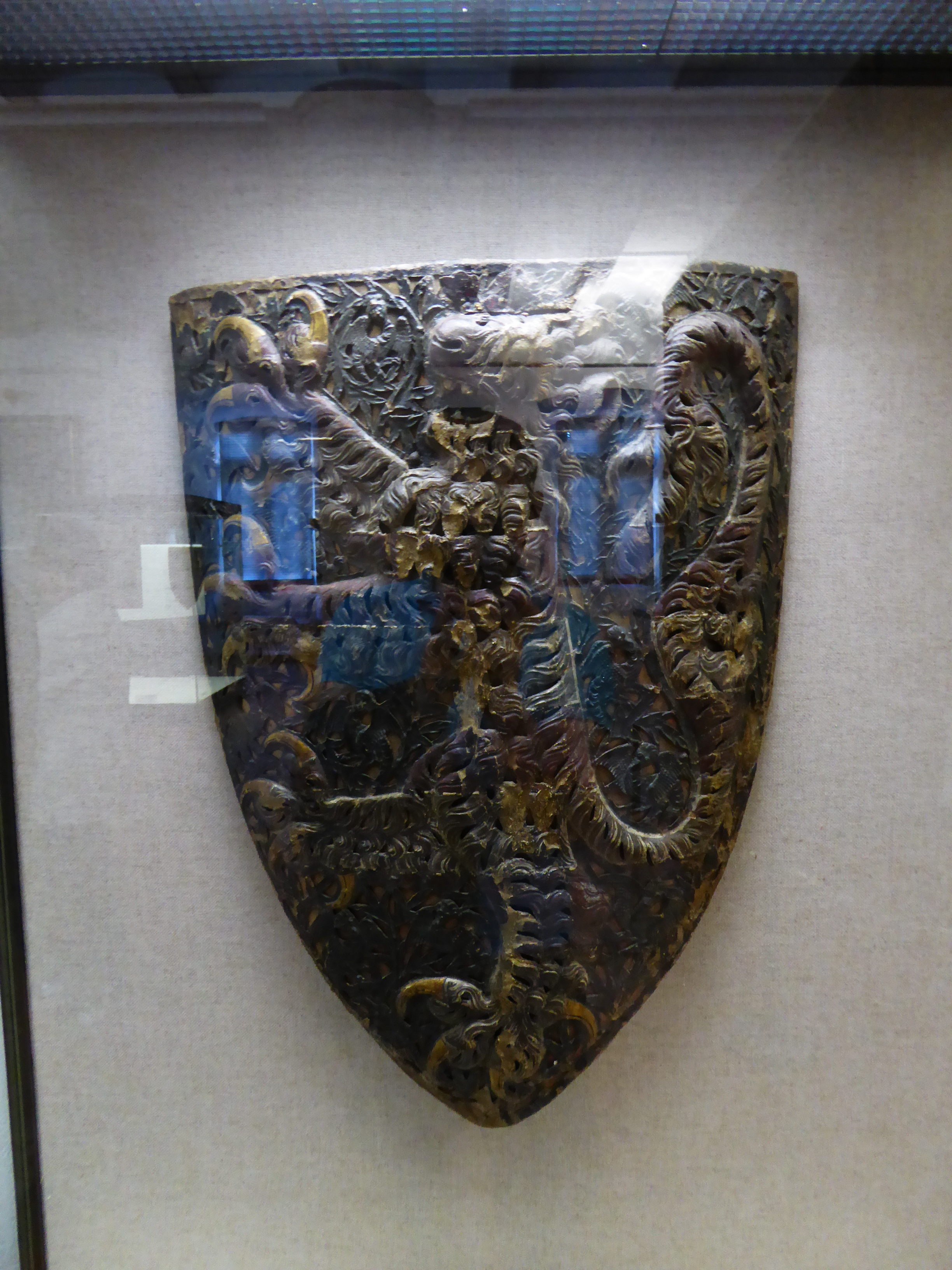
Bouclier du landgrave Henri de Hesse, exposé au château de Marbourg, probablement entre 1292 et 1308.

## Mariages et descendance
Henri épouse en 1263 Adélaïde (morte en 1274), fille d'Othon Ier. Sept enfants sont nés de cette union :
- Sophie (1264 – après 1331), épouse en 1276 Othon Ier de Waldeck (de) ;
- Henri le Jeune (1265-1298), épouse en 1290 Agnès de Bavière (de) ;
- Mathilde (1267 – après 1332), épouse en 1283 Godefroi VI de Ziegenhain (de), puis Philippe III de Falkenstein (de) ;
- Adélaïde (1268-1315), épouse en 1284 Berthold VII de Henneberg ;
- Élisabeth (1269/1270 – 1293), épouse vers 1287 Jean Ier de Sayn-Sponheim ;
- un fils sans nom (vers 1270 – vers 1274) ;
- Othon Ier (vers 1272 – 1328), landgrave de Hesse.

Veuf, Henri se remarie en 1276 avec Mathilde (morte en 1309), fille de Thierry VI de Clèves. Sept enfants sont nés de cette union :
- Jean (mort en 1311), landgrave de Hesse ;
- Élisabeth (vers 1276 – après 1306), épouse en 1290 Guillaume Ier de Brunswick, puis en 1294 Gérard d'Eppestein (de) ;
- Agnès (vers 1277 – 1335), épouse en 1297 Jean Ier de Nuremberg ;
- Louis (1282/1283 – 1357), évêque de Münster ;
- Élisabeth (morte après 1308), épouse en 1299 Albert II de Goritz (nl) ;
- Catherine (morte en 1322), épouse Othon IV de Weimar-Orlamünde (de) ;
- Jutta (morte en 1317), épouse en 1311 Othon de Brunswick-Göttingen.